# Англиканская церковь Иисуса Христа (Санкт-Петербург)
Англика́нская це́рковь Иису́са Христа́ — недействующая церковь в Санкт-Петербурге. Здание бывшей церкви расположено по адресу: Английская набережная, 56.

## История
Изначальное здание было построено в первой половине XVIII века (1730-е годы, между 1735 и 1738 годами). Здание в 1753 году приобрёл британский консул, к 1754 году оно было переоборудовано под нужды существовавшей с 1723 года на Галерной улице общины.
Церковь была перестроена из особняка П. Б. Шереметева по проекту архитектора Джакомо Кваренги в 1814—1815 годах в связи с расширением общины. Одна из последних построек архитектора. В 1860 годах Александр Христофорович Пель надстроил боковые флигели и сделал главным вход с набережной. В 1877—1878 гг. было вновь перестроено по проекту Ф. К. Болтенгагена (по другим данным, в 1876 году, причём перестройка исказила замысел: на втором этаже была изменена форма и размер окон, церковный зал стал односветным, так как окна второго этажа заложили, стены были расчленены филёнками и рустовкой). С 1723 по 1919 годы было занято общиной Церкви Англии в Петербурге/Петрограде.
У здания, кроме обращённого на набережную главного фасада, есть стоящие по сторонам вытянутого внутреннего двора служебные корпуса (также изначально перестроенные Кваренги). У лицевого фасада центр выделен ризалитом, декорированным двумя полуколоннами и четырьмя пилястрами и завершённым фронтоном с тремя статуями («Вера», «Надежда», «Милосердие»). Колоннада расположена на уровне второго этажа. Раньше, по задумке Кваренги, по центральной оси здания находилось полуциркульное окно в подвальном этаже, по сторонам которого на постаментах стояли два сфинкса.
Церковный зал был расположен на втором этаже главного корпуса. Исходная отделка была выполнена по эскизам Кваренги. Зал украшен коринфскими пилястрами и колоннами, облицованными искусственным мрамором. У зала плоское перекрытие; его роспись и витражи на религиозную тему были созданы во второй половине XIX века.
Церковь была закрыта в 1919 году.
В 1970—1999 годах в здании церкви располагалось Городское экскурсионное бюро. Храмовый интерьер (включая единственный в России английский романтический орган XIX в.) хорошо сохранился.
В здании находится ансамбль из 15 витражей с изображением святых, созданный в 1870-е и 1890-е гг. английской мастерской «Heaton, Butler & Bayne».
С 2016 года здание находится под управлением Санкт-Петербургского государственного Театра «Мюзик-Холл», который планировал провести реконструкцию и открыть в нём концертный зал и культурное пространство. К лету 2023 года, однако, не была утверждена даже документация по проекту работ.
К середине 2025 года основные этапы реставрационных работ были завершены 